# Prometheus Books
Prometheus Books est une société d'édition fondée en août 1969 par le philosophe Paul Kurtz (qui était également le fondateur du Center for Inquiry, et cofondateur du Committee for Skeptical Inquiry). Le nom de l'éditeur est dérivé de Prométhée, le Titan de la mythologie grecque qui a volé le feu à Zeus et l'a donné aux Hommes. Cet acte est souvent utilisé comme métaphore pour le fait d'apporter la connaissance ou l'illumination,. 

## Description
Prometheus Books publie une gamme de livres, se concentrant sur des sujets tels que la science, la libre-pensée, la laïcité, l'humanisme et le scepticisme rationnel. Il a publié dans la catégorie athéisme depuis sa fondation en 1969 et est considéré comme le grand-père de l'édition athée en Amérique. 
Leur siège social était situé à Amherst, New York, et ils publient dans le monde entier. Jonathan Kurtz est président de Prometheus Books. L'éditeur publie environ 95 à 100 livres par an. Depuis sa fondation, Prometheus Books a publié plus de 2 500 livres.

## Procès
Prometheus Books a été impliqué dans deux « grands procès en diffamation ». En 1992, Uri Geller a poursuivi Victor J. Stenger et Prometheus Books pour diffamation vis-à-vis de son livre Physics and Psychics. La poursuite a été rejetée et Geller a dû payer plus de 20 000 $ à l'accusé. Geller a également poursuivi Prometheus pour avoir publié La vérité sur Uri Geller de James Randi, un livre qui, selon lui, était diffamatoire,.